# Ятабаре, Мустафа
Мустафа́ Ятабаре́ (фр. Mustapha Yatabaré; род. 26 января 1986, Бове) — малийский футболист, нападающий клуба «Генчлербирлиги». Выступал за сборную Мали.
Мустафа родился во Франции в семье иммигрантов из Мали. Младший брат Мустафы — Самбу тоже профессиональный футболист.

## Клубная карьера

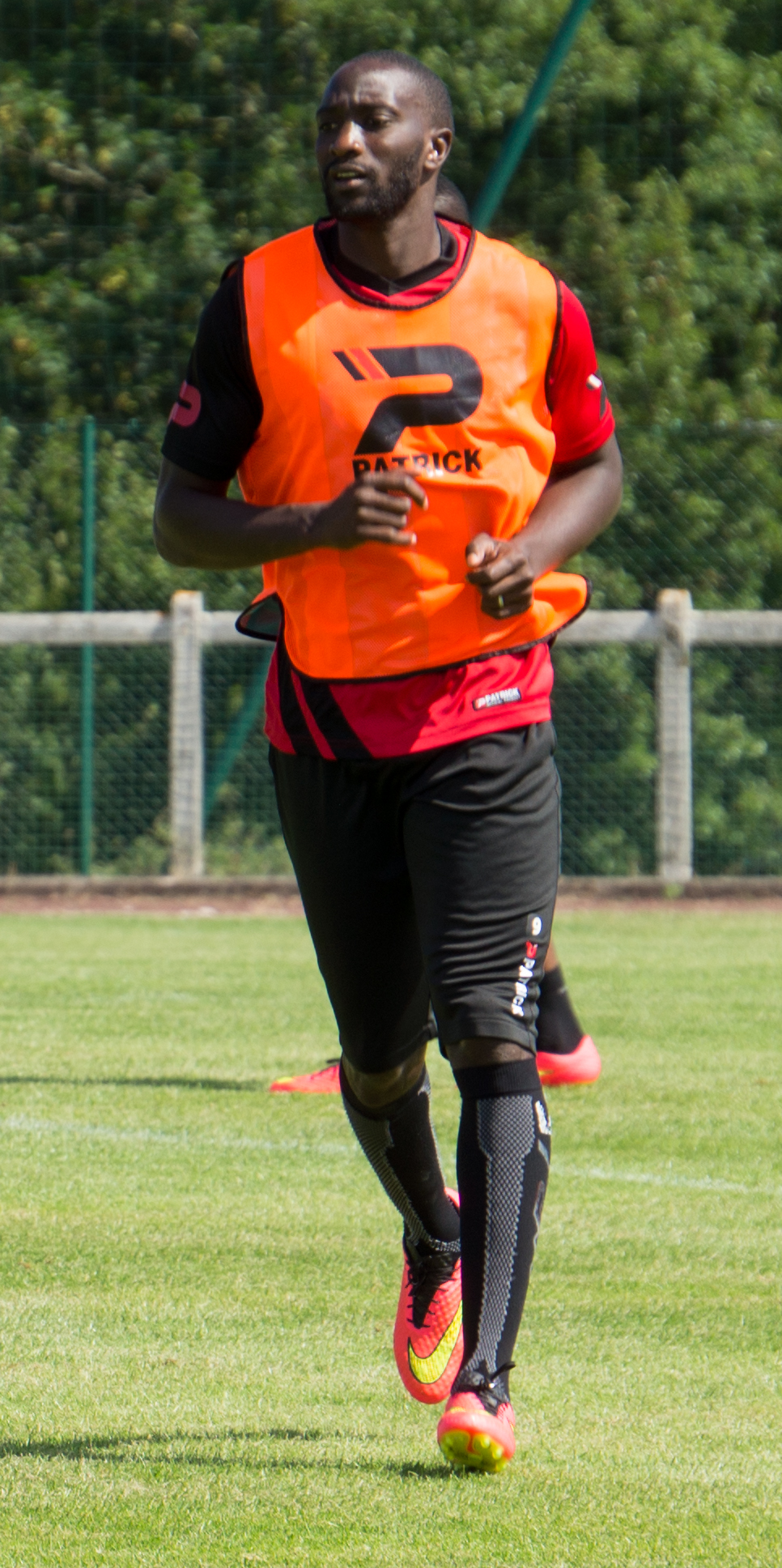
Ятабаре в составе «Генгама»

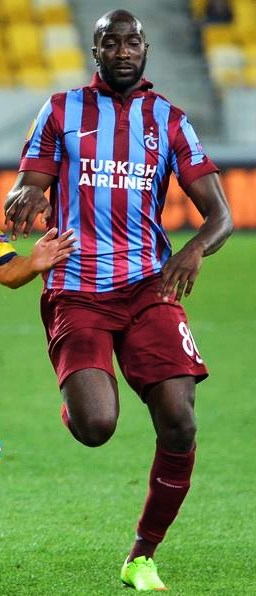
Ятабаре в составе «Трабзонспора»

Мустафа начал карьеру, выступая за молодёжные команды клубов «Бове» и «Амьен». В 2006 году он подписал контракт с «Виллемомбль Спортс» из третьей лиги. В 2008 году Ятабаре перешёл в «Клермон», который выступал в Лиге 2. В новой команде, как и в предыдущей Мустафа забивал не больше гола в трёх матчах.
В начале 2010 года Ятабаре принял приглашение клуба «Булонь». 30 января в матче против «Бордо» он дебютировал в Лиге 1. 20 февраля в поединке против «Ле Мана» Мустафа забил свой первый гол за «Булонь». По итогам сезона команда вылетела в Лигу 2.
Летом 2011 года Ятабаре перешёл в «Генгам». 5 августа в матче против своего бывшего клуба «Клермон» он дебютировал за новый клуб. 3 августа 2012 года в поединке против «Гавра» Мустафа сделал «дубль» забив свои первые голы за Генгам. По итогам сезона Ятабаре стал лучшим бомбардиром второго дивизиона и помог клубу вернуться в элиту. В 2014 году Мустафа стал главным творцом победы «Генгама» в Кубке Франции. Он забил 8 голов в 6 матчах, в том числе в финале против «Ренна», став лучшим бомбардиром национального кубка.
Летом того же года Мустафа перешёл в турецкий «Трабзонспор». 14 сентября в матче против «Фенербахче» он дебютировал в турецкой Суперлиге. 26 октября в поединке против «Газиантепспора» Ятабаре забил свой первый гол за чемпионате Турции, а за три дня до этого он отличился за клуб в Лиге Европы против бельгийского «Локерена». Летом 2015 года Мустафа на правах аренды перешёл в «Монпелье». 12 сентября в матче против «Сент-Этьена» он дебютировал за новую команду.
Летом 2016 года Ятабаре подписал контракт с «Кардемир Карабюкспор». 22 августа в матче против «Галатасарая» он дебютировал за новый клуб. 28 августа в поединке против «Ризеспора» Мустафа забил свой первый гол за «Кардемир Карабюкспор». В начале 2018 года Ятабаре перешёл в «Коньяспор». 21 января в матче против своего бывшего клуба «Трабзонспора» он дебютировал за новую команду. 12 августа в поединке против «ББ Эрзурумспор» Ятабаре сделал «дубль», забив свои первые голы за «Коньяспор».

## Международная карьера
19 ноября 2008 года в товарищеском матче против сборной Алжира Ятабаре дебютировал за сборную Мали. 30 декабря 2009 года в поединке против сборной Ирана он забил свой первый гол за национальную команду.
В 2010 году Мустафа попал в заявку на Кубок Африки в Анголе. На турнире он сыграл в матчах против сборных Алжира и Анголы. В поединке против ангольцев Ятабаре забил гол.
В 2012 году Мустафа во второй раз принял участие в Кубке африканских наций. На турнире он появился на поле в поединках против команд Габона, Ботсваны, Кот-д’Ивуара и дважды Ганы. По итогам соревнований Ятабаре завоевал бронзовую медаль.
В начале 2015 года он в третий раз отправился на Кубок Африки. На турнире Мустафа принял участие в поединках против команд Камеруна, Кот-д’Ивуара и Гвинеи.
В начале 2017 года в Мустафа четвёртый раз принял участие в Кубке Африки в Габоне. На турнире он сыграл в матчах против команд Ганы и Уганды.

### Голы за сборную Мали
| #   | Дата            | Место                                         | Противник             | Счёт | Результат | Соревнование                 |
| --- | --------------- | --------------------------------------------- | --------------------- | ---- | --------- | ---------------------------- |
| 01. | 11 февраля 2009 | Парк де Космонаутес, Буа-Гийом, Франция       | Ангола                | 2:0  | 4:0       | Товарищеский матч            |
| 02. | 30 декабря 2009 | Джассима бин Хамада, Доха, Катар              | Ирана                 | 1:1  | 1:2       | Товарищеский матч            |
| 03. | 10 января 2010  | Эштадиу Сидаде Университариа, Луанда, Ангола  | Ангола                | 4:4  | 4:4       | Кубок африканских наций 2010 |
| 04. | 15 октября 2014 | Стадион имени 26 марта, Бамако, Мали          | Алжир                 | 1:1  | 2:0       | КАН 2015 квалификация        |
| 05. | 19 ноября 2014  | Стадион имени 26 марта, Бамако, Мали          | Эфиопия               | 1:1  | 2:3       | КАН 2015 квалификация        |
| 06. | 28 марта 2016   | Эстадио Малабо, Малабо, Экваториальная Гвинея | Экваториальная Гвинея | 0:1  | 0:1       | КАН 2017 квалификация        |
| 07. | 7 января 2017   | Марракеш, Марракеш, Марокко                   | Буркина-Фасо          | 1:2  | 1:2       | Товарищеский матч            |

## Достижения
Клубные
 «Генгам»
- Обладатель Кубка Франции — 2013/2014

Международные
 Мали
- Кубок африканских наций — 2012

Индивидуальные
- Лучший бомбардир Лиги 2 — 2013